# BMW X5 M
BMW X5 M은 독일의 회사인 BMW에서 생산/판매중인 준대형 SUV이다.